# Ágyvezeték
A csapágyvezeték (röviden ágyvezeték) olyan alkatrész, melynek feladata a vasúti kerékpár vezetése, valamint a vonó- és fékező erők felvétele, illetve azoknak a járműalvázra, vagy forgóvázra való közvetítése.

## Az ágyvezeték feladata
A forgóváz nélküli és a forgóvázas kocsik egyszerű hordműveinél a laprugó és annak ingás felfüggesztése elvileg a tengelyvezetés feladatát is betölti. E hordműveknél a csapágyvezeték a rugórendszer túlzott kitérését szabályozza, valamint a biztonságot szolgálja rugótörés esetén.

## Gyártás, szabványok

### Gyártás
A csapágyvezetékeket a régebbi kocsiknál kovácsolással és sajtolással készítették. Az újabb építésű standard kocsikhoz kizárólag lemezből készült csapágyvezetéket használnak.
Az alvázra erősített ágyvezetékfeleket az együttes teherviselés, valamint kocsiemeléskor a tengely felemelése miatt alul kötővassal kötik össze. A csapágyvezeték vezetőfelületeit cserélhető kivitelben kopásálló acélból, vagy műanyagból készítik.
A forgóvázas vasúti járműveknél arra törekszenek a futásjóság javítása céljából, hogy a kerékpárok szabad kígyózó mozgását a csapágyvezetés szorosságával csökkentsék. A szoros vezetés főleg a magas kényelmi szintet igénylő személykocsiknál szükséges.
Az elméleti vizsgálatok és a gyakorlati mérések szerint kb. 100 km/h-nál nagyobb sebességre alkalmas forgóvázaknál a hosszirányú hézagot +/- 0,5 mm vagy ennél kisebbre, a keresztirányú hézagot +/- 1 mm-re célszerű megválasztani. A vezetés szorosságát általában a gyártási technológia, és az üzemi feltételek szabják meg. Az üzemi kísérletek szerint kb. +/- 1,8 mm hézagig lehet szoros vezetésről beszélni, ennél nagyobb játéklehetőségnél a kerékpárok kígyózó mozgása következhet be.

### Szabványok
A csapágyvezetékek szabványait az UIC szabályozza.